# Tereziánská akademie ve Vídni
Theresianum, neboli Tereziánská akademie ve Vídni, někdy zvaná Nová Favorita, (německy Öffentliche Stiftung der Theresianischen Akademie in Wien / Neue Favorita) je soukromá internátní škola v ulici Favoritenstraße 15 ve 4. vídeňském obvodě Wieden. Školu založila roku 1746 rakouská panovnice Marie Terezie, po níž je pojmenována.

## Dějiny

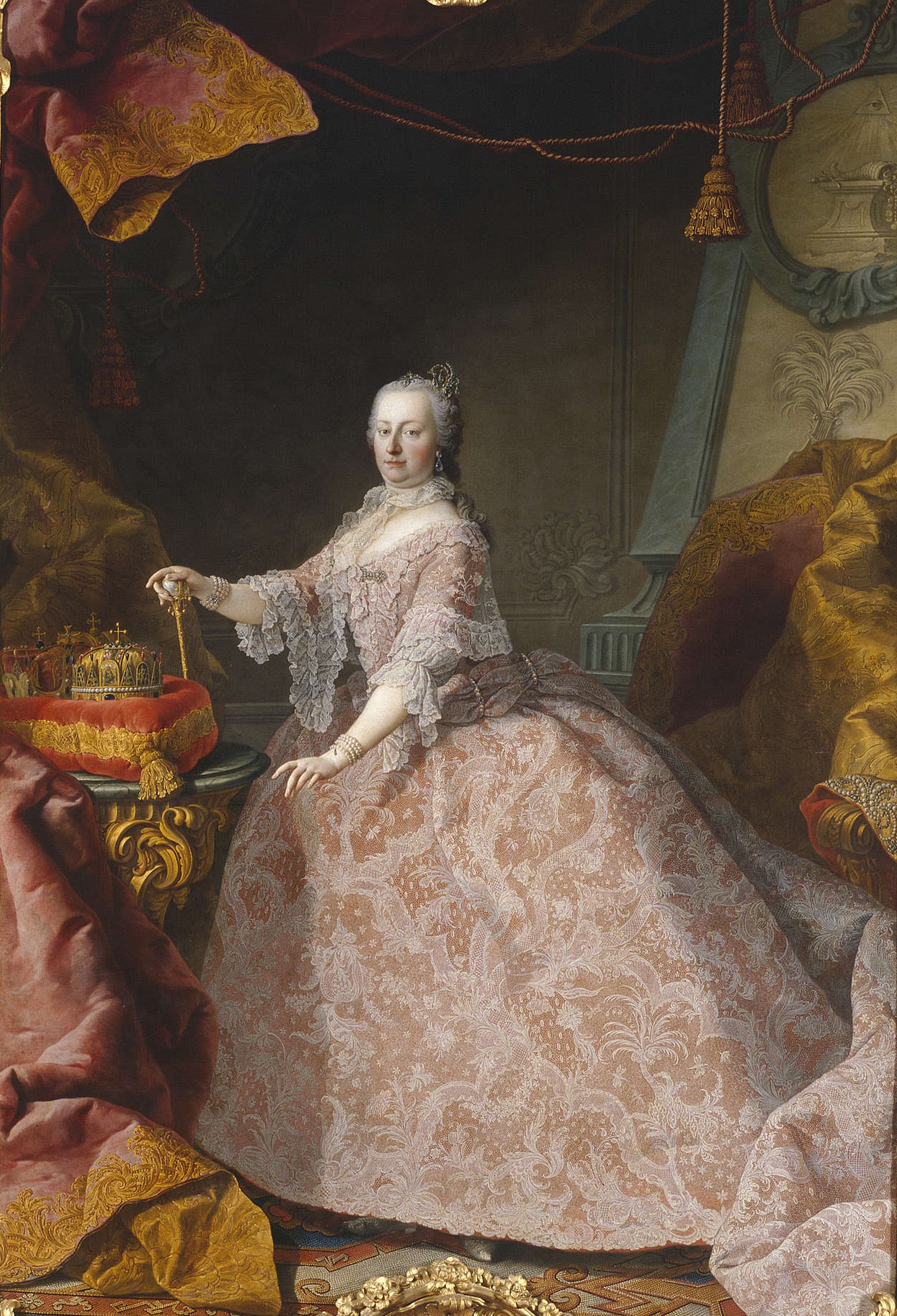
Marie Terezie založila Collegium Theresianum v roce 1746

### Rané dějiny (do roku 1746)

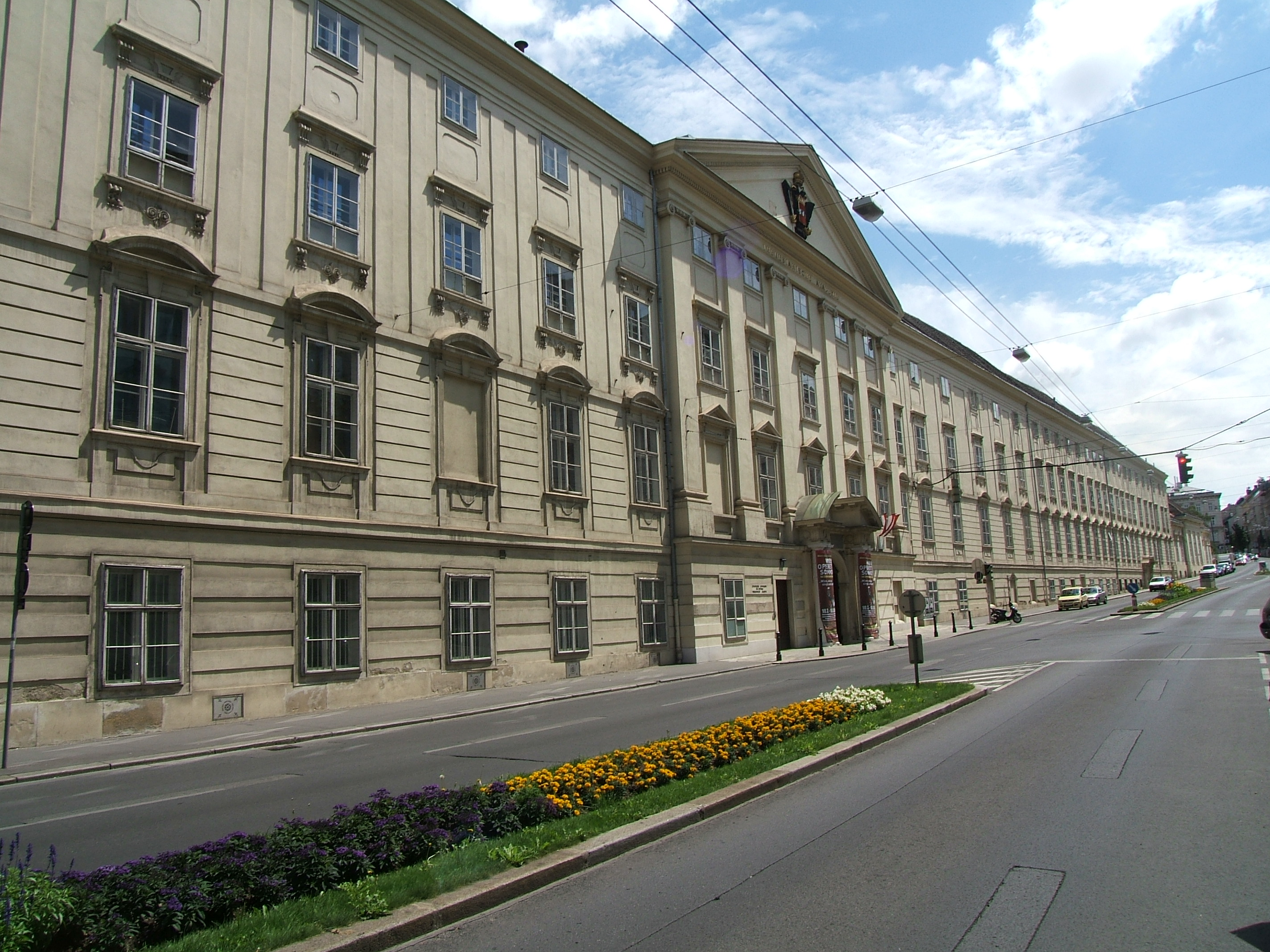
Tereziánská akademie v zámku Nová Favorita ve Vídni

V roce 1288 se objevuje první zmínka o dvorním statku Angerfeldhof na místě dnešního Tereziana.
V roce 1614 panující Habsburkové zakoupili hospodářství na samé hranici Vídně, a renovovali je. Favorita, jak nový statek pojmenovali, se stal císařským letním sídlem a vyhlášeným dějištěm představení ve druhé polovině 17. století.
Poté, co byla roku 1683 rezidence vypálena jako následek bitvy u Vídně, byla posléze v dalších desetiletích vystavěna vznosnější barokní Nová Favorita. Tři císaři Svaté říše římské - Leopold I., Josef I. a Karel VI. v rezidenci sídlili. Když v roce 1740 císař Karel VI. v Nové Favoritě zemřel, jeho nejstarší dcera Marie Terezie odmítla více do budovy vstoupit.

### Založení a činnost Tereziana (1746–1957)

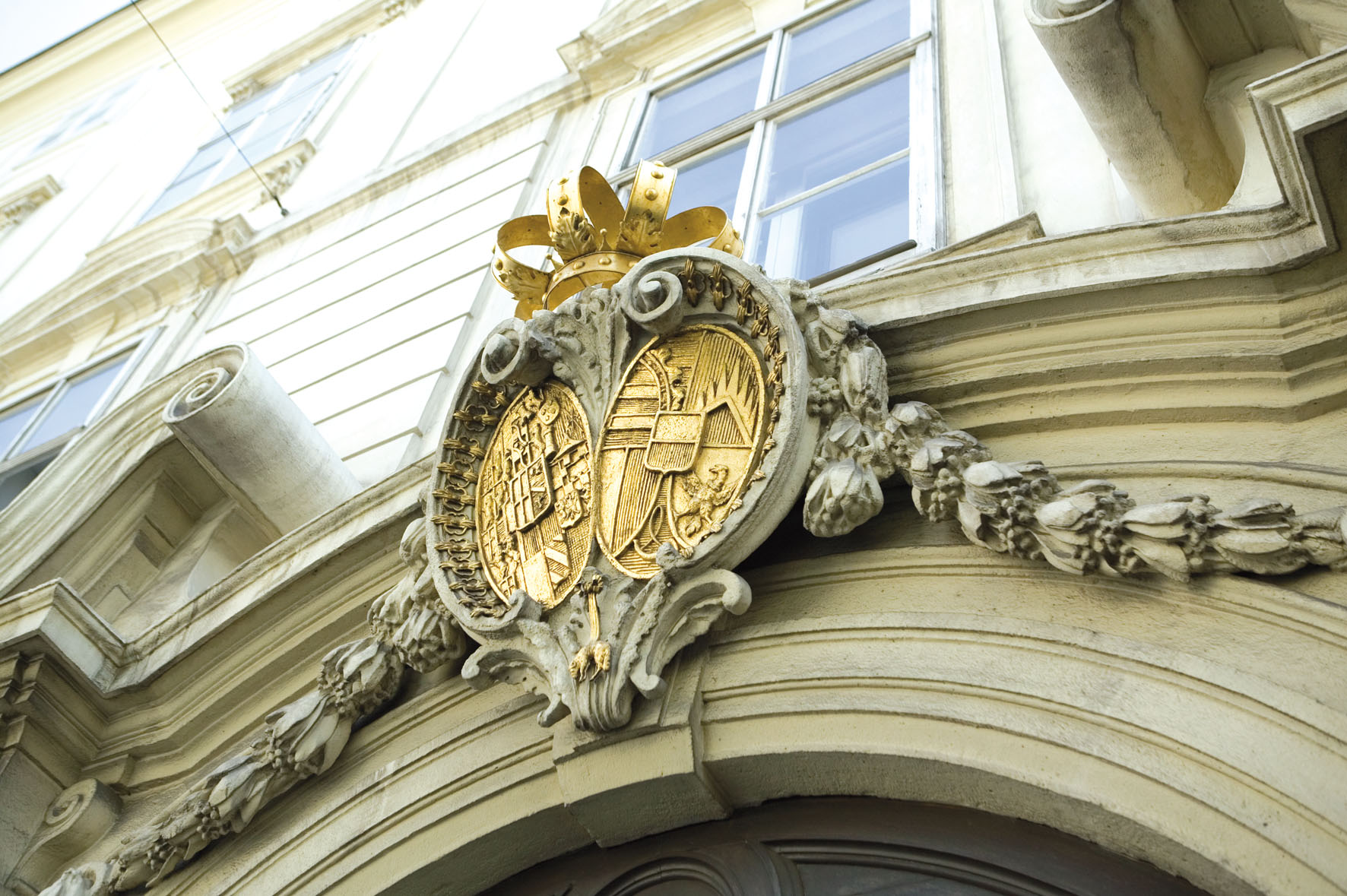
Vstup do Diplomatické akademie sousedící s Terezianem

V roce 1746 se Marie Terezie rozhodla prodat palác jezuitům za 30 tisíc rakouských zlatých s podmínkou, že zde vybudují vzdělávací instituci, která by vychovávala mladé talentované muže pro civilní službu. Jak bylo stanoveno ve dvou zakládacích listinách, nově ustavená „císařská akademie“ pod záštitou Marie Terezie byla založena na principu přísného výběru, nejvyšších pedagogických a vědeckých standardů a výuce „moderních“ cizích jazyků.
Roku 1773, kdy byl zrušen  řád Tovaryšstva Ježíšova, bylo Terezianum dočasně uzavřeno. O více než 20 let později, v roce 1797, císař František II. Terezianum znovu otevřel, tentokrát pod vedením piaristů. Týž panovník také dokončil budovu s dnešní neoklasickou fasádou a vystavěl pomocné budovy včetně bazénu pro plavecký výcvik. Po revoluci v roce 1848 se František Josef I., rozhodl otevřít školu také pro „měšťanské syny“ a podřídit ji veřejné správě.
V roce 1883 byla konsulární akademie, nejstarší vzdělávací zařízení v oblasti mezinárodních vztahů na světě (založená Marií Terezií jako Orientální akademie roku 1754 a později přejmenovaná), přemístěna do Nové Favority. Sídlila v samostatném křídle budovy až do roku 1905, kdy se znovu přestěhovala do domu na Boltzmanngasse, kde dnes sídlí Velvyslanectví USA v Rakousku.
Po skončení první světové války byla většina školního majetku v Rakousku, Maďarsku a dalších částech habsburské monarchie rozprodána. V roce 1938, po „anšlusu“ Rakouska Nacistickým Německem, bylo Terezianum přeměněno na Národní politický institut vzdělání. Během druhé světové války byla škola poškozena natolik, že mohla být znovu otevřena teprve po celkové rekonstrukci v roce 1957.

### Novodobé dějiny (1964–2000)
V roce 1964 byla v Nové Favoritě obnovena Diplomatická akademie jako nástupce konsulární akademie. Mezi její absolventy patří například někdejší generální tajemník OSN a rakouský prezident Kurt Waldheim, a další evropští ministři a vysocí státní úředníci.
Na Terezianu byla na přelomu 80. a 90. let 20. století zavedena koedukace – první učitelky nastoupily roku 1988, první studentky byly přijaty o rok později, 1989; Roku 1993 byla jmenována první ředitelka školy.

## Terezianum dnes

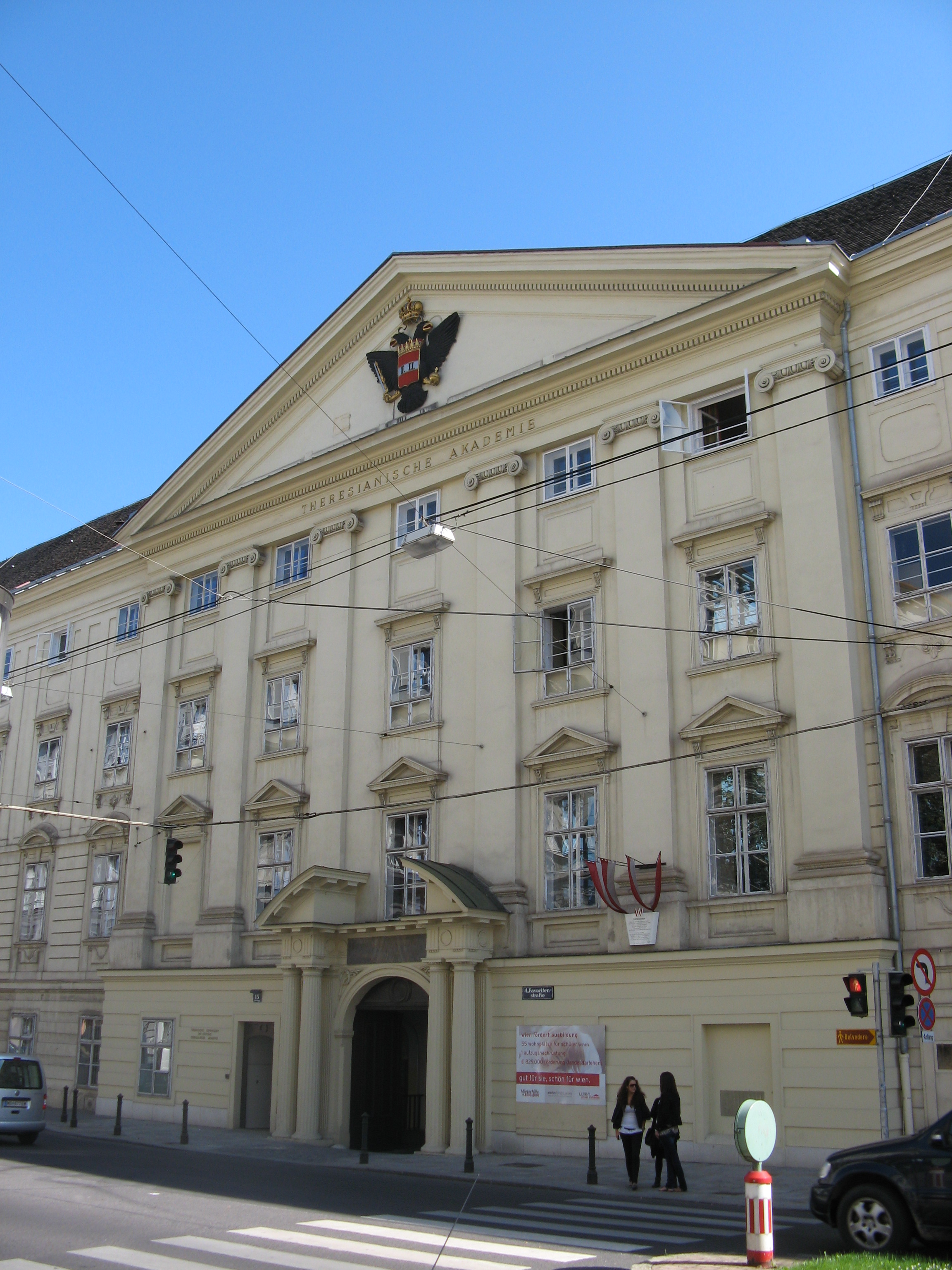
Terezianum dnes

### Filosofie
V souladu se zakládacími listinami Marie Terezie se dnešní Terezianum zaměřuje na výuku a výchovu „sebevědomých Rakušanů a Evropanů se širokým rozhledem“. Osvojením si principů tolerance a lidskosti se škola snaží připravit své absolventy na zastávání „odpovědných úloh ve společnosti.“ Principy Tereziana zahrnují vynikající akademické dovednosti, společenskou odpovědnost a mezinárodní úspěch.

### Mezinárodní zaměření
Před první světovou válkou byla povinná výuka vedle němčiny také v maďarštině, kdežto výuka v angličtině, francouzštině, italštině, polštině, češtině, slovinštině, srbochorvatštině a rumunštině byla volitelná. Dnes učební osnovy školy vyžadují, aby se studenti učili třem cizím jazykům (angličtině, francouzštině a ruštině) a také latině. Volitelná je pak výuka ve španělštině, italštině, portugalštině, maďarštině, polštině, japonštině a čínštině, kdy rodilí mluvčí pomáhají při výuce. Studentům jsou k dispozici výměnné jazykové programy. Zahraniční studenti v letech 15 až 18 se na Terezianu mohou ucházet o tří, pěti nebo desetiměsíční studijní programy. Tímto způsobem v roce 2009 studovali žáci ze 27 různých států. Terezianum je členem sítě 18 mezinárodních partnerských škol, mezi nimž jsou:
- Belvedere College, Irsko
- Casterton School for Girls, Anglie
- Colégio Campo de Flores, Portugalsko
- Collége Joffre Archivováno 30. 7. 2014 na Wayback Machine., Francie
- Ecole Alsacienne, Francie
- Episcopal High School, USA
- Gymnasium Ottobrunn, Německo
- Gymnázium Jána Papánka, Slovensko
- Lancaster Royal Grammar School, Anglie
- Lycée Sainte Agnès, Francie
- Musashi Junior & Senior High School, Japonsko
- Rugby School, Anglie
- Tamagawa School, Japonsko

### Mimořádné aktivity
Terezianum se navíc účastní půlročně pořádaných setkání studentů „Modelový Evropský parlament“ který je má připravit pro budoucí vedoucí role v Evropské unii.

## Významní absolventi

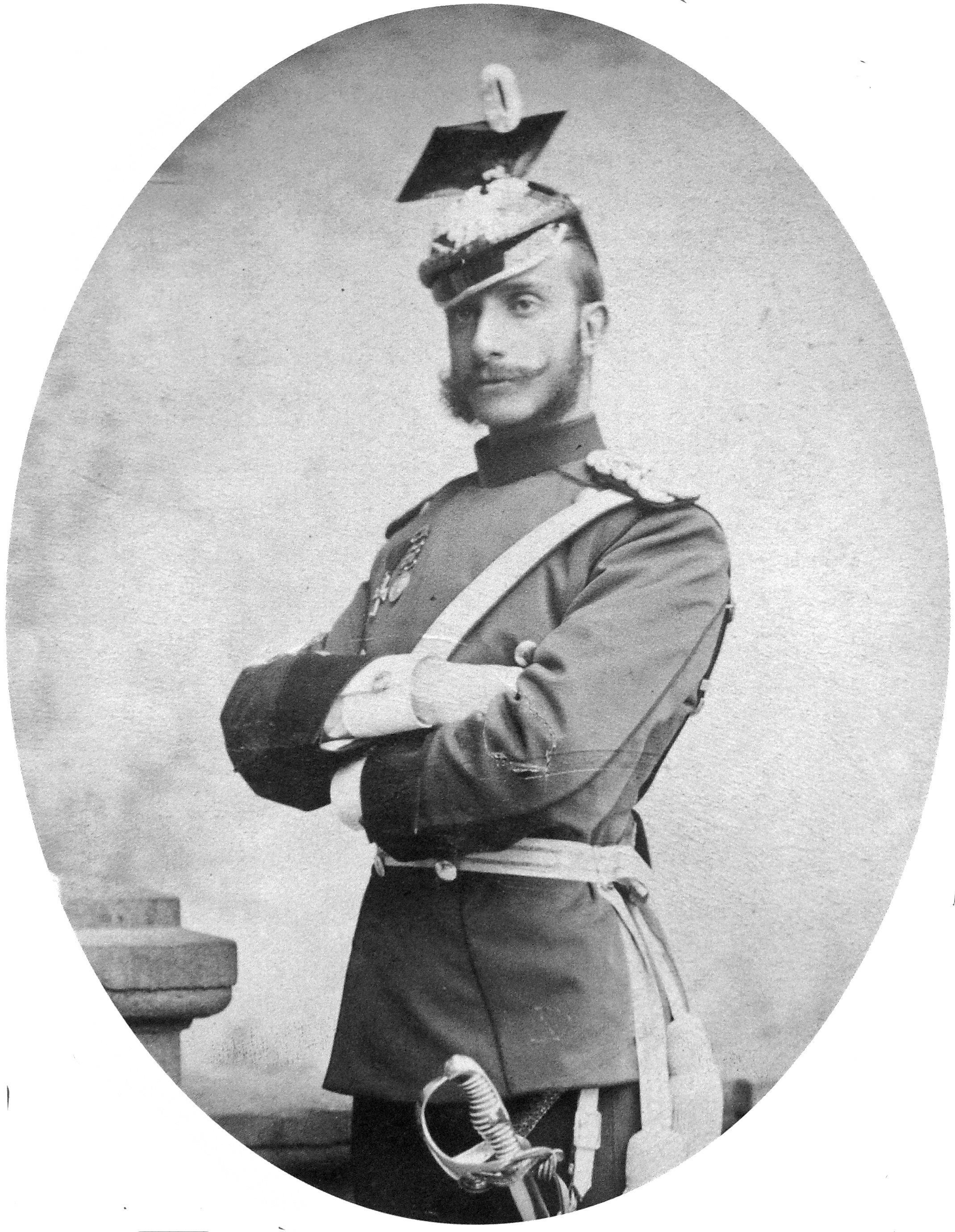
Španělský král Alfons XII. (1857–1885)

Terezianum často označovaná za jednu z nejvybranějších škol v Rakousku, po více než 260 let ovlivňovala dějiny Rakouska i Evropy. Její absolventi zahrnují nositele Nobelovy ceny, politické osobnosti, ale také spisovatele a myslitele v mnoha disciplínách:

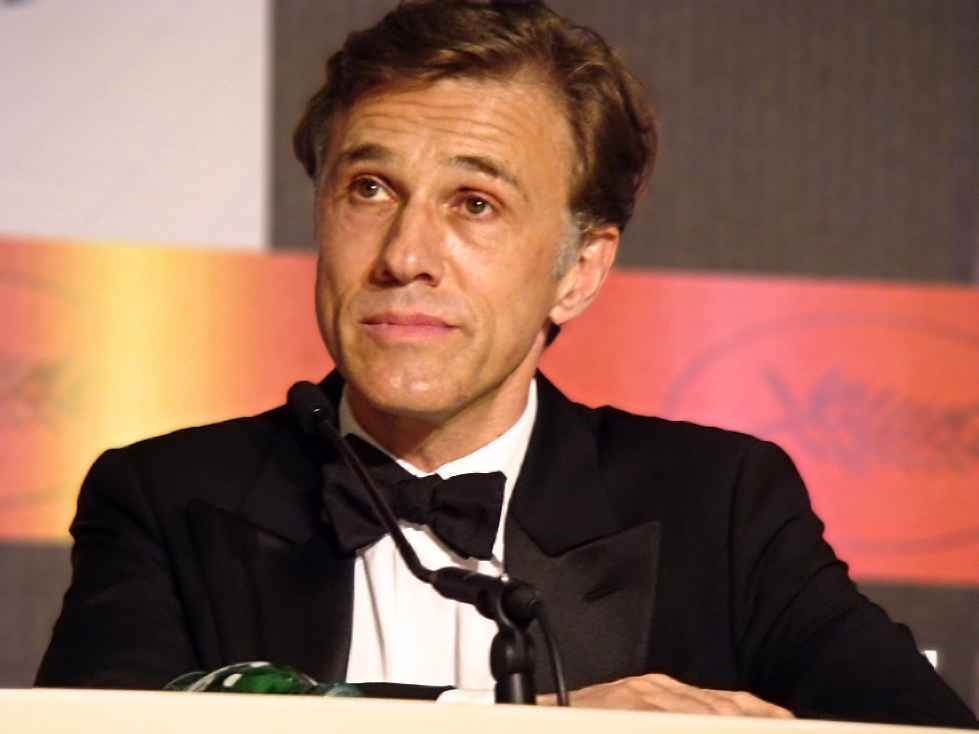
Herec Christoph Waltz, vítěz ceny Academy Award za rok 2010

- František Jeroným Colloredo-Waldsee, 1732–1812, biskup gurský a kníže-biskup salcburský
- Vincenc Josef ze Schrattenbachu, 1744–1816, kníže-biskup lavantský a biskup brněnský
- Vilém Florentin ze Salm-Salmu, 1745–1810, biskup z Tournai a arcibiskup pražský
- Jan Prokop ze Schaffgotsche, 1748–1813, světící biskup v Praze a biskup českobudějovický
- František II. Xaver starohrabě ze Salm-Reifferscheidt-Krautheimu, 1749–1822, kníže-biskup gurský, kardinál a organizátor prvovýstupu na Grossglockner
- Franz von Spaun, 1753–1826, rakouský právník, matematik a nekonformní spisovatel
- Ferenc Széchényi, 1754–1820, uherský vědec, zakladatel maďarských národních institucí (Maďarské národní knihovny, Maďarské akademie věd ad.)
- Josef Václav Radecký z Radče, 1766–1858, český šlechtic a polní maršál císařské armády, rytíř Řádu zlatého rouna
- Ignacy Hilary hrabě Ledóchowski, 1789–1870, rakouský a polský generál
- Josip Jelačić z Bužimi, 1801–1859, chorvatský bán a c. k. rakouský důstojník
- Tivadar Puskás, maďarský inženýr a vynálezce
- Karl Lueger, politik, vídeňský primátor
- Olivier Marquis de Bacquehem, rakouský ministr obchodu a vnitra 1847–1917
- Ernest von Koerber, 1850–1919, občansko-liberální politik Rakouska-Uherska
- Wilhelm Carl Gustav von Doderer 1854–1932, rakouský architekt, inženýr a stavitel
- Alfons XII., španělský král, 1857–1885
- Konstantin Jireček, český politik, diplomat, historik a slavista
- Peter Altenberg, rakouský spisovatel
- Vladimír Ledóchowski, polský šlechtic, generál Tovaryšstva Ježíšova, absolvoval 1884
- István hrabě Bethlen z Bethlenu, 1874–1946 (?), maďarský politik předseda vlády
- Clemens von Pirquet, rakouský vědec
- Kazimierz Twardowski, polský filosof
- Franz Baron Nopcsa von Felsöszilvás, maďarský paleontolog, zakladatel paleofyziologie, albánský výzkumník, absolvoval 1892
- Ignaz Edler von Mitis, 1771–1842, rakouský technik a chemik, vynálezce pařížské zeleni
- Mořic baron Ebner z Eschenbachu, 1815–1898, rakouský technik, vynálezce a spisovatel, manžel a mecenáš Marie von Ebner-Eschenbachové
- Alois Jan Pavel Pokorny, svobodný pán z Fürstenschildu, 1811–1876, rakouský polní maršál, polní zbrojmistr, c.k. skutečný tajný rada, absolvoval 1831
- Clemens Peter Freiherr von Pirquet, pediatr, bakteriolog a imunolog, absolvoval 1892
- Friedrich Hasenöhrl, fyzik, absolvoval 1892
- Fritz von Herzmanovsky-Orlando, spisovatel a kreslíř, absolvoval 1896
- Edgar Ernst Leon Calle, 1879–1955, rakouský skladatel a klavírista
- Rudolf Sieczyński, 1879–1952, rakouský skladatel typických vídeňských písní (Wienerlied), spisovatel a úředník
- Ernst August von Hoffmansthal, 1829–1915, německý skladatel vídeňských písní
- Joseph Schumpeter, 1883–1950, ekonom
- Odo Neustädter-Stürmer, politik, absolvoval 1905
- hrabě Richard Mikuláš z Coudenhove-Kalergi, česko-rakouský šlechtic, politik a spisovatel, zakladatel mezinárodní Panevropské unie
- Teddy Kern, 1900–1949, herec
- Egon Brunswik, 1903–1955, rakousko-americký psycholog
- Gottfried Eduard Arnold, 1914–1989, lékař, foniatr, badatel v oblasti poruch řeči a nemocí hlasivek
- Ertuğrul Osman, 1912–2009, hlava osmanské dynastie
- Hans Jaray, herec, spisovatel a režisér
- Ernst Gombrich, kunsthistorik, absolvoval 1927
- Max Ferdinand Perutz, chemik a nositel Nobelovy ceny 1962, absolvoval 1932
- Herbert Hinterleithner, básník a malíř, absolvoval 1934
- Rolf Olsen, herec, režisér a scenárista, 1919–1998
- Hans Hass, rakouský biolog, průkopník potápěčství a filmový dokumentarista, absolvoval 1937
- Peter Zinner, střihač a držitel ceny Oscara za nejlepší střih, absolvoval 1937
- Kurt Schubert, judaista, absolvoval 1941
- Werner Fasslabend, politik a právník, rakouský ministr obrany, absolvoval 1963
- Hans Winkler, rakouský diplomat a státní tajemník, absolvoval 1963
- Alexander Wächter, herec, režisér a intendant, absolvoval 1966
- Thomas Treu, důstojník, velitel záchranářů a ředitel vídeňské zdravotnické školy, absolvoval 1968
- Thomas Angyan, tajemník Společnosti přátel hudby ve Vídni (Musikverein), absolvoval 1971
- Rudolf Striedinger, důstojník, absolvoval 1979
- Christoph Waltz, herec, vítěz ceny Academy Award
- Ernst H. Gombrich, rakouský kunsthistorik
- Ole Otto Paus, norský generál
- Dimitrios Droutsas, někdejší řecký ministr zahraničí, absolvoval 1986
- Nikolaus Scherak, rakouský poslanec Národní rady, absolvoval 2004[21]